# Jens Moberg
Jens Winther Moberg (1. august 1962 i Buddinge) er en dansk erhvervsmand, der er bestyrelsesformand for Grundfos Holding A/S siden 2012, og bestyrelsesformand for den statsejede PostNord-koncern.

## Uddannelse og karriere
Moberg tog sin studentereksamen ved Herlufsholm Gymnasium 1981. Efter gymnasiet var han sergent i forsvaret fra 1981 til 1983, dernæst økonomielev hos A.P. Møller-Mærsk frem til 1985. I årene 1985 til 1995 var Moberg først produktchef, senere afdelingsleder i forskellige dele af IBM-koncernen i Danmark. I denne periode tog han også en HD i afsætningsøkonomi ved Handelshøjskolen i København i 1988.

### Microsoft
Moberg arbejdede i årene fra 1995 til 2009 for softwaregiganten Microsoft. I begyndelsen frem til 1998 som nordisk marketing og konsulentchef. I årene 1998 til 2001 var han administrerende direktør for Microsoft Danmark, vicepræsident for Microsoft EMEA fra 2001 til 2005, og senest frem til 2009 chef for virksomhedens storkunder og partnere på det amerikanske marked.

### Better Place Danmark (under konkurs)
2009-2010 Administrerende direktør

## Bestyrelsesposter
Moberg har tidligere være bestyrelsesformand for Georg Jensen og Schultz Information. Han var forstander og bestyrelsesformand for Herlufsholm Skole og Gods 2011-2019, bestyrelsesmedlem af Poul Due Jensens Fond og Axcels Industrial Board Danmark samt bestyrelsesformand for Grundfos Holding A/S, og bestyrelsesformand for den statsejede PostNord-koncern.